# Isla Endicott
La isla Endicott (en inglés: Endicott Island) es una isla artificial localizada en el estado de Alaska, Estados Unidos. Se encuentra a 2.5 millas —4 kilómetros— mar adentro y a 15 millas —24 kilómetros— del mar de Beaufort. Esta isla fue construida  en 1987 y actualmente es utilizada por las multinacionales BP (British Petroleum) y ExxonMobil en la producción de petróleo.
En el océano Ártico, Endicott fue una de las principales islas donde se trabajaba en la producción de petróleo, produciendo cerca de 20 000 barriles de crudo por día. Cerca de 423 000 000 de barriles se habían producido en marzo de 2003. Esta cantidad de petróleo es procesada y enviada a través de una tubería de 39 kilómetros que coduce a un oleoducto llamado Trans-Alaska.
En 1998 y 1999, el vertido ilegal de residuos en la isla de Endicott dio lugar a multas combinadas. Estas multas alcanzaban la cifra de 1 500 000 dólares e iban dirigidas a la BP (British Petroleum) y a la compañía Doyon Drilling, Inc., encargada de la perforación de los pozos.